# Aliszer Czingizow
Aliszer Czingizow (tadż. Алишер Чингизов; ur. 23 czerwca 1986 w Duszanbe) – tadżycki pływak, olimpijczyk.
Uczestnik letnich igrzysk olimpijskich. Wystąpił na Letnich Igrzyskach Olimpijskich 2008 w Pekinie, na których wystartował w eliminacjach do wyścigu na 50 metrów stylem dowolnym. W trzecim wyścigu kwalifikacyjnym uzyskał szósty rezultat na ośmiu pływaków (29,10 s), co dało mu łącznie 87. wynik eliminacji (na 97 sportowców).